# Đorđe Jovanović
Đorđe Jovanović (cyr. Ђорђе Јовановић; ur. 15 lutego 1999 w Leposaviciu) – serbski piłkarz występujący na pozycji napastnika w Cádiz CF.